# Phyllodactylus julieni
Espèce
Phyllodactylus julieni est une espèce de geckos de la famille des Phyllodactylidae.

## Répartition
Cette espèce est endémique d'Aruba.

## Publication originale
- Cope, 1885 "1884" : Twelfth contribution to the herpetology of tropical America. Proceedings of the American Philosophy Society, vol. 22, p. 167-194 (texte intégral).